# La cruz de Marisa Cruces
La cruz de Marisa Cruces es una telenovela mexicana producida por Ernesto Alonso para Teleprogramas Acapulco, S.A. -una empresa productora perteneciente a Telesistema Mexicano, hoy Televisa-  en 1970. Protagonizada por Amparo Rivelles y Carlos Bracho, antagonizada por Claudia Islas, Noé Murayama y Raquel Olmedo.

## Sinopsis
Esta telenovela cuenta la historia de una provinciana, Marisa Cruces, que es secretaria y se marcha a la capital en busca de trabajo. Se instala en un residencial, allí conoce a Alfredo Roldán, estudiante de arquitectura que se enamora de ella, pero este desconoce que Marisa sostiene una relación amorosa con su jefe Guillermo Chávez. Marisa queda embarazada, al comunicárselo a Guillermo, éste termina con ella y la despide. Sin su familia cerca, sin nadie que la ayude, Marisa consigue trabajo como sirvienta en la casa de un matrimonio sin hijos. Estos la ayudan con su embarazo, pero al momento del alumbramiento, el matrimonio insiste en que Marisa tenga a su hijo en la casa. Luego de dar a luz y recuperar el conocimiento, Marisa descubre que sus patrones se han llevado a su hijo al extranjero. Destrozada, regresa al residencial donde vivía. Alfredo, que siempre la ha amado, la ayuda y le pide que se case con él. Marisa lo acepta, pero le oculta todo lo ocurrido. Con el pasar de los años, Alfredo se convierte en un importante arquitecto. Marisa es una ama de casa, madre de tres hijos. Su vida se ve afectada cuando regresan a su vida dos personas de su pasado, Guillermo Chávez y el hijo perdido de Marisa, Cristián.

## Elenco
- Silvia Pasquel - Marisa Cruces (Joven)
- Amparo Rivelles - Marisa Cruces
- Carlos Bracho - Alfredo Roldán
- Claudia Islas - Violeta
- Noé Murayama - Guillermo Chávez
- Jorge Vargas - Cristián
- Carmen Montejo - Clarita
- Raquel Olmedo - Carola
- Blanca Torres - Estela
- Norma Herrera - Mónica
- Otto Sirgo - Héctor
- Yolanda Ciani - Beatriz
- Félix González - Carlos
- Lupe Andrade - Lucila
- Lucrecia Muñoz - Juana
- Enrique Muñoz - Lucho
- Raúl Valerio - Pedro Acosta
- Raquel Olmedo - Carola
- Aarón Hernán
- Malena Doria
- Javier Ruán
- Carmen Cortés
- Mario Cid
- Cristina Moreno